# Thomas Maylin Vipan
Thomas Maylin Vipan (né en 1834 à Somersham, Cambridgeshire, et mort le 23 août 1891 à Sutton, Cambridgeshire) est un antiquaire et fermier anglais, connu pour ses contributions à l'archéologie locale du Cambridgeshire, en particulier dans la région des Fens. Il a été le propriétaire du casque de Witcham Gravel. 

## Biographie
Thomas Maylin Vipan a passé la majeure partie de sa vie à Sutton, dans le Cambridgeshire, où il exerçait la profession de fermier. Cependant, il nourrissait un vif intérêt pour l'histoire et l'archéologie de sa région. Il s'est activement impliqué dans la découverte et l'étude des antiquités locales, contribuant à la connaissance du passé du Cambridgeshire.
Son intérêt pour l'archéologie l'a conduit à devenir membre de la prestigieuse Society of Antiquaries of London. Sa participation à cette société savante témoigne de la reconnaissance de ses contributions par la communauté archéologique de l'époque. 
Les travaux de Vipan se sont concentrés sur les découvertes archéologiques dans la région des Fens, une zone riche en vestiges historiques. Sa présence et son implication sont notamment mentionnées lors d'expositions d'antiquités, où il présentait des objets de sa propre collection ou des découvertes locales,. 
Sa mort en août 1891 a été notée dans la presse locale, soulignant sa contribution à la communauté de Sutton et son intérêt pour les antiquités. 

## Contributions à l'archéologie
Bien qu'il n'ait pas été un archéologue professionnel au sens moderne du terme, Thomas Maylin Vipan a joué un rôle important dans la documentation et la préservation du patrimoine archéologique local. Sa passion pour les antiquités et son engagement auprès de sociétés savantes ont permis de mettre en lumière des découvertes importantes dans le Cambridgeshire.
Sa participation à des expositions d'antiquités, comme celle mentionnée dans "The Antiquary" en 1880, témoigne de son rôle actif dans la diffusion des connaissances archéologiques. De même, sa présence lors des réunions de la Society of Antiquaries of London indique un échange constant avec d'autres érudits de son époque. 
Les détails précis de ses découvertes et de ses publications individuelles peuvent nécessiter des recherches plus approfondies dans les archives locales et les publications de la Society of Antiquaries of London. Cependant, les sources secondaires disponibles attestent de son rôle en tant qu'antiquaire local actif et respecté.